# لغز عبور النهر
لغز عبور النهر هو لغز منطقي يعتمد على نقل الأشياء أو الأشخاص من إحدى ضفتيه إلى الضفة الأخرى. صعوبة اللغز في القيود المفروضة كعدد العناصر التي يمكن نقلها في المرة الواحدة أو طبيعة العناصر التي يمكن تركها معًا بأمان. قد تختلف طريقة سرد اللغز من منطقة إلى أخرى أو بمرور الزمن على سبيل المثال، استبدال النهر بجسر، لكن بدون التغيير في القيود أو الشروط الأساسية. ترجع أول ألغاز لعبور نهر إلى مخطوطة أكيوندس جيوفاني (Propositiones ad Acuendos Juvenes)(ألغاز للشباب) التي ذكرها ألكوين في كتابه.
أقدم نسخه من هذه المخطوطة تعود تاريخها إلى القرن التاسع. تحتوي النسخة على ثلاثة ألغاز لعبور النهر وهم، لغز الفلاح والثعلب والأوزة والحبوب، لغز الأزواج الغيورين ولغز الجسر والشعلة.

## النسخ

### لغز الفلاح
يريد فلاح نقل ثعلب، أوزة وحقيبة من الحبوب من ضفة نهر إلى أخرى في زورق لا يوجد به متسع إلا لكائن أخر معه. يواجه الفلاح بذلك ثلاثة قيود هي:
1. حمولة القارب 2 فقط (الفلاح وكائن أخر).
2. لا يستطيع الفلاح ترك الثعلب مع الأوزة.
3. لا يستطيع الفلاح ترك الأوزة مع حقيبة الحبوب.

يمكن ذكر اللغز بالعديد من الطرق مع الحفاظ على الشروط الرئيسية كنسخة الذئب والماعز والبرسيم.

#### الحل
1. يأخذ الفلاح الأوزه وينقلها للطرف الأخر ويعود خاليا (يتبقى بذلك الثعلب مع الحبوب).
2. يعود الفلاح خاليا ويأخذ الثعلب للطرف الأخر ويأخذ الأوزه في العودة (يكون بذلك الثعلب في جهة وحقيبة الحبوب في جهة والأوزة في القارب).
3. يترك الفلاح الأوزة على الجانب الأخر ويأخذ حقيبة الحبوب (يكون بذلك الثعلب كما هو في جانب، الأوزة في جانب أخر وحقيبة الحبوب معه على القارب.
4. يترك الفلاح الحبوب في الجهة الأخرى مع الثعلب ويعود خاليا (بذلك يكون كلا من الثعلب وحقيبة الحبوب في جهة، الأوزة في جهة المقابلة ولا أحد معه في القارب).
5. يأخذ الفلاح الأوزه وينقلها للطرف الأخر وبالتالي يكون قد أتمم المهمة.

### لغز الأزواج الغيورين
ثلاثة رجال وثلاثة نساء يريدوا عبور النهر في قارب تحت القيود التالية:
1. حمولة القارب أثنين فقط.
2. لا يزيد عدد الرجال عن عدد النساء في أي جهة.

يمكن ذكر اللغز بطريقة أخرى وهي نسخة المبشرين وأكلة لحوم البشر، المكونة من ثلاث مبشرين وثلاثة من أكلي لحوم البشر يريدون عبور النهر وفقا لنفس القيود السابقة.

#### الحل
1. يركب رجل مع إمراة (يتبقى في خط البداية رجلين وإمراتين).
2. ينزل الرجل على الجانب الأخر وتعود المرأة.
3. تنزل المرأة ويركب الرجلين (تكون بذلك النساء الثلاثة في جانب، رجل في جانب وأثنين في القارب).
4. ينزل إحداهما ويعود الأخر بالقارب (رجلين في جانب، رجل في قارب والنساء الثلاثة في جانب أخر).
5. ينزل الرجل وتركب إمراتين (رجلين في جانب، إمراتين في القارب ورجل وإمراة في الجانب الأخر).
6. تنزل إحدى النساء ويركب مكانها رجل عائدين للبداية (بذلك يكون رجل وإمراة في الجانبين والقارب).
7. ينزل رجل وتركب مكانه إمراة (بذلك يكون رجل وإمراة في جانب، إمراتين في القارب، رجلين في الجانب الأخر).
8. تنزل المرأتين ويركب الرجل عائدا إلى الضفة الأولى (النساء الثلاثة عبروا النهر بالفعل، رجل في القارب ورجلين في نقطة البداية).
9. يركب إحدى الرجلين معه (النساء الثلاثة في جانب، رجلين في القارب والرجل الأخير عند شاطئ البداية).
10. ينزل إحداهما ويعود لإصطحاب الرجل الثالث.

### الجسر والشعلة
يصطحب رجل عائلته المكونة من زوجته وطفلين هدفهم عبور الجسر في الليل بحيث:
- الجسر لا يتحمل إلا وزن شخص بالغ مع حامل الشعلة.
- وزن الرجل مساو لوزن المرأة.
- وزن كل طفل نصف وزن الرجل والمرأة.

يمكن حل هذا اللغز باستخدام الطرق البيانية أو البرمجة الديناميكية.

## وصلات خارجية
- ألغاز عبور النهر على اليوتيوب
- Propositiones ad acuendos iuuenes- باللغة اللاتينية.
- Problems to Sharpen the Young
- ألغاز عبور النهر